# Maniola pauper
Maniola pauper är en fjärilsart som beskrevs av Ruggero Verity 1916. Maniola pauper ingår i släktet Maniola och familjen praktfjärilar. Inga underarter finns listade i Catalogue of Life.